# Jacques Blumenthal
Jacques (Jacob) Blumenthal, född 4 oktober 1829 i Hamburg, död 17 maj 1908 i London, var en tysk pianist och tonsättare.
Blumenthal, som 1848 bosatte sig i London, komponerade flera salongsstycken samt kammarmusik.